# 石浦章一
石浦 章一（いしうら しょういち、1950年12月8日 - ）は、日本の分子生物学者、東京大学名誉教授。

## 人物
石川県生まれ。金沢大学附属高等学校卒、1974年東京大学教養学部基礎科学科卒業、1979年東京大学大学院理学系研究科相関理化学博士課程修了、理学博士。論文の題は「Ca[2+]によって活性化される中性プロテアーゼとそのインヒビターに関する研究」。国立精神・神経センター神経研究所、東京大学分子細胞生物学研究所、98年東大総合文化研究科教授、2016年定年退任、名誉教授、元同志社大学特別客員教授。新潟医療福祉大学特任教授。
一般向け著書を多く執筆し、「東大超人気講義」シリーズなど数多く出版している。当初は遺伝子の機能に関するものが多かったが、次第に生活習慣によって脳が良くなるというようなものを執筆するようになった。『東大教授の通信簿』では、自分の講義は前後期あわせて5コマであり「このくらいで驚いてはいけません」と書いた。また、脳梗塞防止のため小児用バファリンを毎日服用するといいと述べている。

## 著書
- 『遺伝子でわかる脳と神経』羊土社（実験医学バイオサイエンス）1992
- 『ヒトのからだ事典』岩波ジュニア新書 1992
- 『生命のしくみ』日本実業出版社（入門ビジュアルサイエンス）1993
- 『絵でわかる遺伝子とDNA』日本実業出版社 1995
- 『遺伝子が病気をつくる』三田出版会 1996
- 『心の遺伝子を探る』中外医学社 1996
- 『脳内物質が心をつくる 心と知能を左右する遺伝子』羊土社（ひつじ科学ブックス）1997
- 『タンパク質の反乱 病気の陰にタンパク質の異常あり!』講談社ブルーバックス 1998
- 『よくわかる生命科学 人間を主人公とした生命の連鎖』サイエンス社（新生物学ライブラリ）2001
- 『IQ遺伝子 知性は遺伝するか』丸善 2002
- 『遺伝子が明かす脳と心のからくり 東京大学超人気講義録』羊土社 2004 だいわ文庫　2011
- 『東大教授の通信簿 「授業評価」で見えてきた東京大学』平凡社新書 2005
- 『生命に組まれた遺伝子のいたずら』羊土社（東京大学超人気講義録 file 2）2006 『サルの小指はなぜヒトより長いのか』新潮文庫　2013
- 『ボケるボケないは「生き方」で決まる』大和書房 2007 「若い脳は性格と生活習慣がつくる」文庫
- 『「頭のよさ」は遺伝子で決まる!?』PHP新書 2007
- 『脳学 アッ!いま、科学の進む音がした』講談社 2007
- 『遺伝子の謎と秘められた暗号 東大教授が語る』ぱる出版 2007
- 『いつまでも「老いない脳」をつくる10の生活習慣』ワック 2008　『ボケない、老いない脳』WAC文庫 2013
- 『遺伝子が処方する脳と身体のビタミン』羊土社（東京大学超人気講義録 file 3）2008 『頭がよくなる遺伝子はあるのか？』静山社文庫　2014
- 『30日で夢をかなえる脳 自分を変えるなんて簡単だ』幻冬舎 2009
- 『「やわらか脳」をつくる11のコツ 性格を自由に変える! 最新脳科学で解き明かす』李白社 2009
- 『「脳をうまく働かせる人」の習慣力』ワック文庫 2009
- 『30歳からの「東大脳」のつくり方』ベスト新書 2009
- 『40歳から「衰えない脳」をつくる7つの習慣』永岡書店　2010
- 『遺伝子が明かす脳と心のからくり』大和文庫　2011
- 『脳を使うのがうまい人、ヘタな人』大和書房　2011
- 『老いを遅らせる薬』PHP新書　2011
- 『脳－分子・遺伝子・生理』裳華房　2011
- 『図解　いつまでも老いない脳をつくる10の生活習慣』ワック 2011
- 『頭のいい子に育てる食べ方7つの簡単ルール』新星出版社　2011
- 『最新遺伝学でわかった病気にならない人の習慣』青春新書　2012
- 『科学の知識であなたが変わる』ヌース出版 2012
- 『タンパク質はすごい！』技術評論社　2014
- 『東大式相手をひきつける、最強トーク術』ベストセラーズ 2015
- 『スーパーエイジング老いを超える100年ライフのつくり方 老化しない脳と身体をつくる生活習慣術!』ぱる出版 2016
- 『効かない薬・効く薬　薬の見分け方』　朝日出版社　2017
- 『王家の遺伝子』ブルーバックス　2019
- 『小説みたいに楽しく読める生命科学講義』羊土社　2021
- 『理数探究の考え方』　ちくま新書　2022
- 『日本人はなぜ科学より感情で動くのか』　朝日新聞出版　2022
- 『70歳までに脳とからだを健康にする科学』　ちくま新書　2024

### 共編著 / 監修
- 『わかる脳と神経』（編）羊土社（イラスト医学&サイエンスシリーズ）1999
- 『神経難病の分子機構』シュプリンガー・フェアラーク東京 2000
- 『生物の小事典』小林秀明、塚谷裕一共著 岩波ジュニア新書 2001
- 『社会人のための東大科学講座　科学技術インタープリター養成プログラム』村上陽一郎、長谷川寿一、黒田玲子、藤垣裕子、松井孝典共著　講談社　2008
- 『親もかんたんに理解できる小学校理科 考える力を伸ばす』谷岡義高共著 培風館 2008
- 『脳と心はどこまで科学でわかるか』(東大社会人科学講座)黒田玲子、山科直子共編　南山堂　2009
- 『この一冊でiPS細胞が全部わかる』監修　金子隆一、新海裕美子共著　青春新書　2012
- 『生命科学の未解決問題 東大オープンキャンパス発』監修、黒田玲子他共著　西村書店　2012

### 翻訳
- サミュエル・H.バロンデス『心の病気と分子生物学 生物学的精神医学の新展開』丸山敬共訳 日経サイエンス社 1994
- ケビン・デイビス、マイケル・ホワイト『乳ガン遺伝子をつきとめろ!』丸山敬共訳 三田出版会 1997
- ダニエル・J.ケブルス、リーロイ・フード『ヒト遺伝子の聖杯 ゲノム計画の政治学と社会学』丸山敬共訳 アグネ承風社 1997
- スティーヴン・ワァーン『Q&A人体のふしぎ 黒板をひっかく音で寒気がするのはなぜ?』講談社ブルーバックス）2000
- ロディッシュ,バーク,カイザー,クリーガー,ブレッチャー,プロウ,アモン, M.P.スコット『分子細胞生物学第7版』須藤和夫、仁科博史,山本啓一共訳　東京化学同人　2010
- マシューズ, ヴァン・ホルダ, アプリング, アンソニー=ケイヒル『カラー生化学』板部洋之,髙木正道,中谷一泰,水島昇,横溝岳彦共監訳 西村書店 2015
- レト U.シュナイダー 『狂気の科学 真面目な科学者たちの奇態な実験』宮下悦子共訳 東京化学同人 2015

## 注
1. ↑  博士論文書誌データベース
2. ↑  『遺伝子が明かす脳と心のからくり』59p